# 烏撒

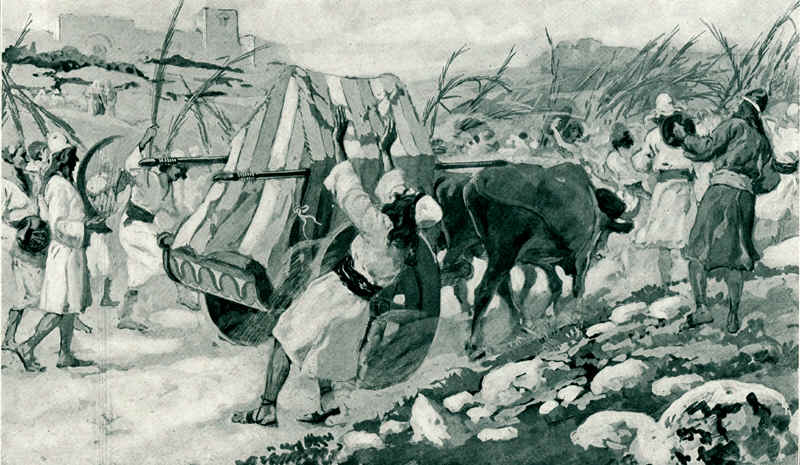
詹姆斯·蒂索繪製的《烏撒的懲罰》

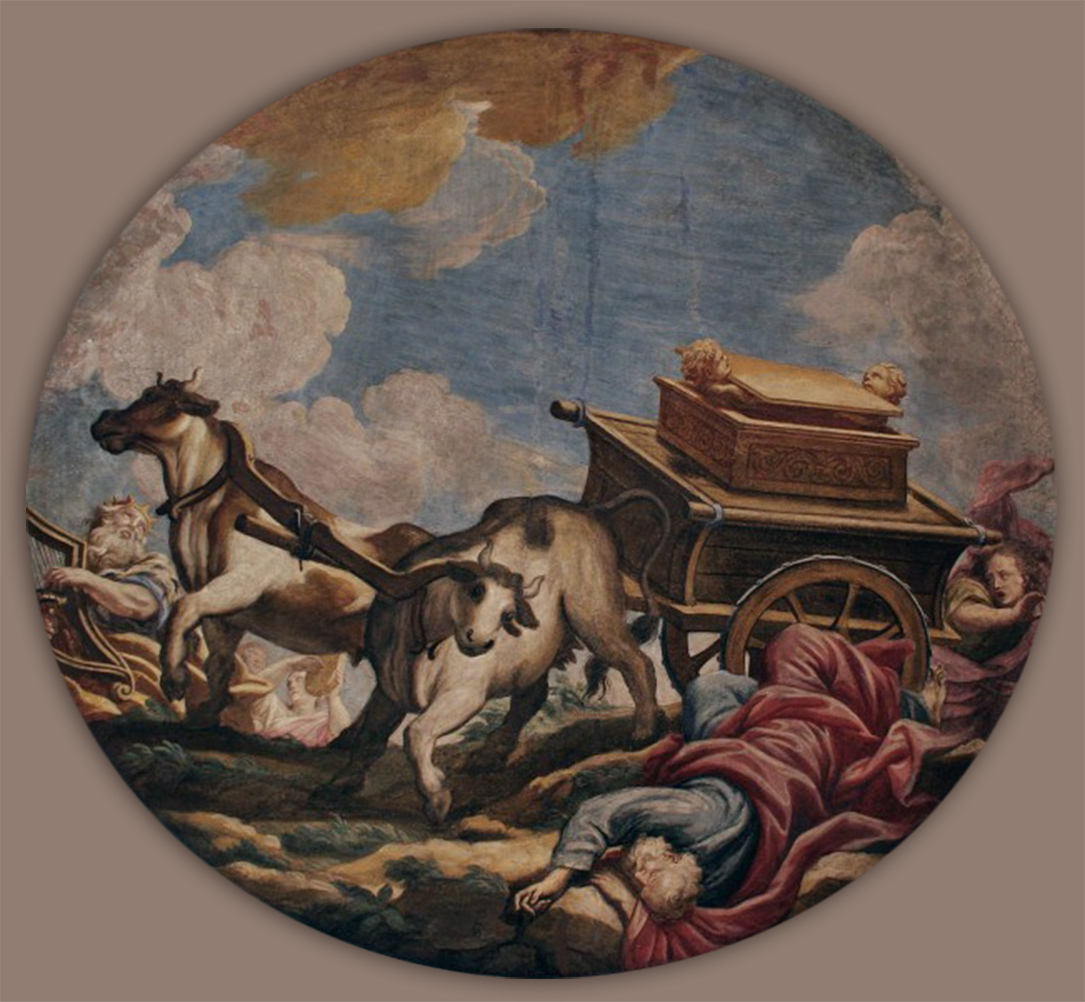
巴洛克繪畫中的烏撒之死，作者為小朱利奥·夸格里奥，鑲嵌在聖尼各老主教座堂的徽章上（1704年）

根據塔納克記，烏撒（希伯來語：‎，羅馬化：Uzzah），意為「她的力量」，是一名古以色列人，他的死與碰觸約櫃有關。烏撒的記載出現在兩處經文中：撒母耳記下6:3-8和歷代志上13:7-11。
烏撒是亞比拿達（Abinadab）的兒子，當約櫃從非利士人之地帶回來時，基列耶琳的人把約櫃放在他的家裡。大衛王要把約櫃抬進耶路撒冷時，他和他的兄弟亞希約一起趕約櫃的車。當牛群絆倒，使約櫃傾斜時，烏撒用手扶穩約櫃，直接違反了神的律法，他因自己的錯誤立刻被雅威擊殺。大衛王因為雅威殺了烏撒而感到不悅，他把發生這件事的地方稱為「毗列斯烏撒」（Perez-uzzah），意為「對烏撒發怒」。
大衛王不敢再把約櫃搬進去，就把約櫃放在迦特俄別以東的家中三個月。雅威祝福俄別以東，大衛就去把神的約櫃抬進大衛城。

## 其他
- 聖經中的另一位人物（Shimei）之子烏撒是一位梅拉人（英语：Merarites）[9]。
- 乌札（Al-ʻUzzā）是前伊斯蘭時代阿拉伯宗教的三大女神之一，與拉特和瑪納特一起受到前伊斯蘭時代阿拉伯人的崇拜。